# Вашрен де бож
Вашрен де бож (фр. Vacherin Des Bauges) — мягкий французский сыр, производится в фермерских хозяйствах из сырого коровьего молока в регионе Рона-Альпы (Савойские горы, в район массива де Бож).
Название сыра происходит от слова vache (корова).
Вашрен де бож производят в зимние месяцы фермерским способом из сырого коровьего молока. Сыр созревает через 2 недели, в течение которых головки каждые два дня протирают сливками, разведёнными водой. Сыр месячной выдержки приобретает лёгкий запах хвойной смолы.
Головки вашрен де бож цилиндрические, весят 1,2—1,4 кг, покрыты серой плесенью. Сыр поступает в продажу в обручах из коры дерева хвойных пород.
Сыр и едят в качестве закуски, и используют в кулинарных целях — например, делают эскалопы.
К этому сыру подходит красное савойское вино Vin de Savoie или Arbois.